# Resenhof

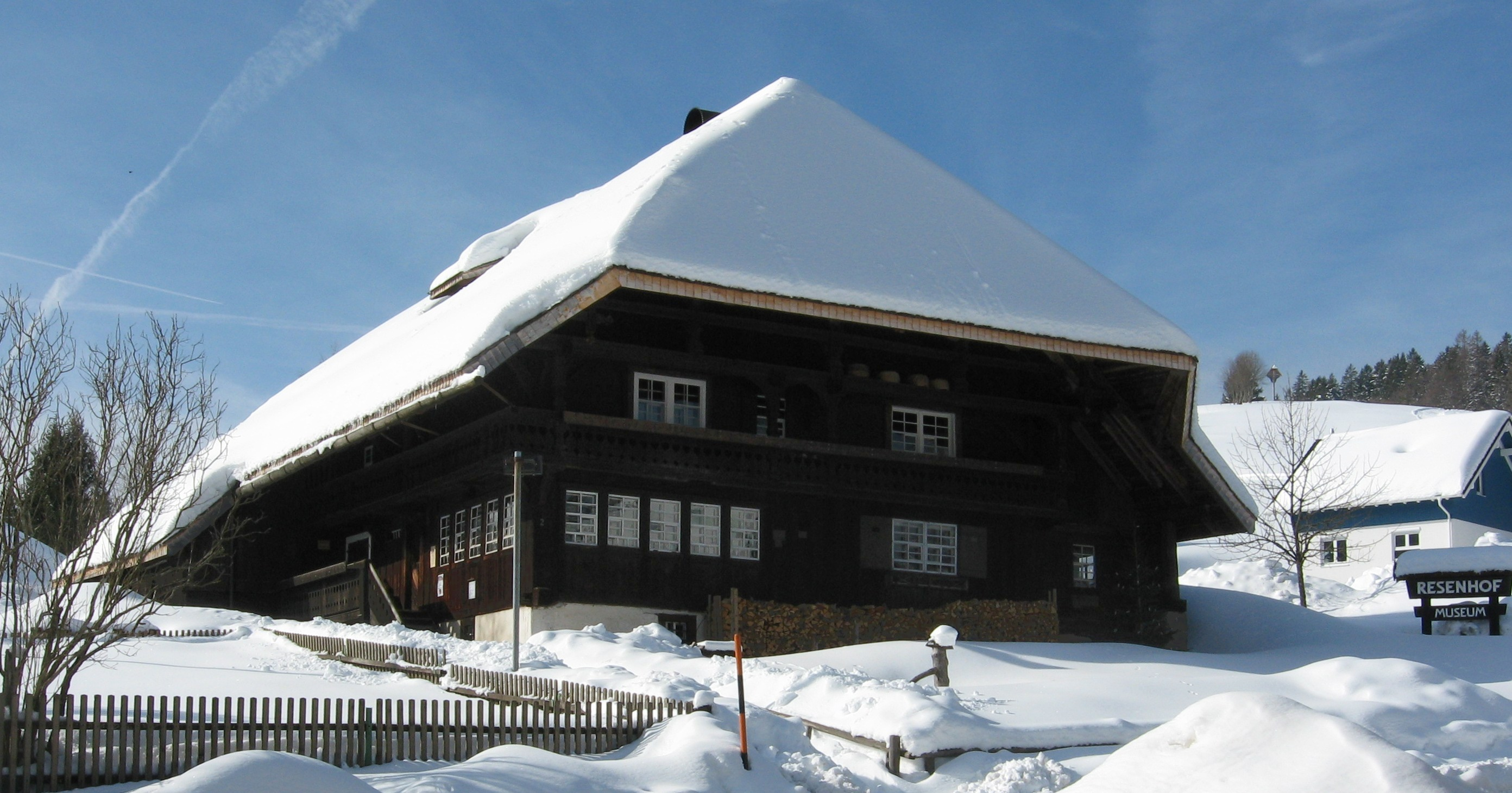
Der Resenhof in Bernau-Oberlehen im Winter

Der Resenhof ist ein historisches Schwarzwaldhaus und seit 1977 Museum. Er befindet sich in Bernau-Oberlehen im Südschwarzwald im Landkreis Waldshut.
Der im Jahre 1789 erbaute Resenhof ist ein Eindachhof, der den Wohn- und Ökonomieteil unter einem Dach vereint. 1976 konnte die Gemeinde Bernau den Hof erwerben und richtete 1977 ein Holzschneflermuseum ein, das der Öffentlichkeit zugänglich gemacht werden konnte.
Eine Neukonzeption des Resenhofes wurde durch eine Förderung des Biosphärengebietes Südschwarzwald unterstützt. Die Gemeinde Bernau im Schwarzwald hat mit dieser Förderung die Neukonzeption 2019 umgesetzt und das neu gestaltete Heimatmuseum Resenhof 2020 der Öffentlichkeit wieder frei gegeben.
Das Schnefeln bezeichnet das Schnitzen von verschiedenen Gebrauchsgegenständen als eigenständige Tätigkeit. So gab es zu vielen Geräten, etwa Löffel oder Schindeln, die entsprechende Berufsbezeichnung, also Löffelmacher, Schindelmacher und viele weitere. Verwandt mit dem Beruf des Schneflers sind Drechsler, Küfer, Schreiner usw., Berufe, die hier allesamt auch ausgeübt wurden.
Der aus dem Ötztal eingewanderte Hobelmacher Ambros Gritsch führte in Bernau um 1679 die lohnende Herstellung von Krauthobeln ein. Anfangs wurde das Schnefeln zumeist in den langen Wintern ausgeübt und ging mit der Zeit in Heimarbeit über. 1853 gründeten sieben Schnitzmeister die erste Vertriebsgesellschaft Mayer & Co. 1897 schlossen sich die Schnefler auf Anregung des Pfarrers zur Holz-, Rohstoff-, Magazin- und Absatzgenossenschaft zusammen. Melchior Köpfer führte die Blasbalgmacherei ein. Um 1900 waren 90 Frauen mit dem Einziehen von Borsten in Bürstenhölzer beschäftigt. In der Bürstenfabrik Bernau Wasmer & Höfner betrug 1912 die tägliche Arbeitszeit zehn bis elf Stunden. Nach 1900 wurden neben Spindeln auch Holzspielzeug und Möbel geschnitzt. Hans Thoma fertigte Entwürfe für Stuhllehnen, die von den Schneflerfamilien ausgeführt wurden. Die Land- und Viehwirtschaft wurde immer beibehalten.

## Weblink
- Website Museum Resenhof